# Bullephant
| Bullephant |
| --- |
| Bild av Frövifors pappersbruk år 1900, där Bullephant några år senare lanserades som namn på ett kraftpapper. - Betydelse – kraftpapper (tidigt 1900-tal), ölsort (sent 1900-tal) - Etymologi – kraftigt som en elefant (engelska: elephant) eller tjur (engelska: bull) - Relaterat begrepp – Hotell Bullefanten (boendebarack vid bruket, under 2010-talet nystartat hotell) |

Bullephant var ett kraftpapper som tillverkades i Frövifors i början på 1900-talet. I slutet av 1900-talet licensierades namnet ut till Spendrups bryggeri, som lanserade ett starköl med samma namn. Det relaterade namnet Hotell Bullefanten har använts för två olika inrättningar i och omkring Frövifors bruk.

## Två betydelser

### Kraftpapperet
Frövifors etablerade industriell tillverkning av papper och pappersmassa i slutet av 1900-talet. Efter brukets omstart i ny regi 1901 började man efter några år satsa på produktion av den nya produkten kraftpapper; 1916 övergick bruket till produktion av sulfatmassa, vilken är en förutsättning för kraftpapper. Namnet på brukets eget kraftpapper kom då att bli den internationellt gångbara namnkonstruktionen Bullephant, med åsyftning på den kombinerade styrkan hos en oxe (egentligen tjur) och elefant.
Kraftpapperet marknadsfördes med hjälp av bilden av en sammanvuxen tjur (engelska: bull) och elefant (engelska: elephant).

### Ölet
I slutet av 1900-talet lanserade Spendrups brygger i ett öl med namnet Bullephant. Öletiketten återanvände bilden på den sammanvuxna "tjur-elefanten" från kraftpapperets marknadsföring. Ölet tillverkas inte idag (2016), men Spendrups har namnet och varumärket registrerat från 1991 till 2021.
Spendrups öl var av typen ljus lager och fanns i två varianter – Bullefant och Bullefant extra strong. Standardvarianten hade en alkoholstyrka på 5,6 procent, den starkare låg på 7,5 procent.

## Relaterade namn
Namnet på Frövifors välkända kraftpapper ynglade av sig, åtminstone inom bruksområdet. På 1940-talet gavs en boendebarack vid bruket namnet Hotell Bullefanten. På inrättningen var bland annat en husmor anställd, och byggnaden var avsedd för ensamstående arbetare vid bruket. Den fungerade senare, från slutet av 1970-talet, som kurslokal, innan den slutligen revs någon gång under 1980-talet.
Hotell Bullefanten fick ett nytt liv i samband med inträttandet 2010 av ett hotell med samma namn i Frövifors. Verksamheten – egentligen ett vandrarhem med tre enkelrum och tre dubbelrum – drivs av Frövifors pappersbruksmuseum och är inredd i Granbomsstugan, den enda arbetarbostaden vid bruket som bevarats i ursprungligt skick. Byggnaden restes 1906.
Namnet Bullephant har också kommit till användning av MC-klubben som drivs av anställda vid Frövifors bruk. Den fick under några år Spendrups (som numera äger rätten till varumärket Bullephant) tillstånd att nyttja namnet.